# Mops (subgènere)
Mops és un subgènere del gènere Mops de la família de ratpenats dels molòssids, que engloba 10 de les 15 espècies del gènere.

## Taxonomia
- Mops condylurus
- Mops congicus
- Ratpenat cuallarg de Mongalla (Mops demonstrator)
- Mops leucostigma
- Ratpenat cuallarg midas (Mops midas)
- Ratpenat cuallarg malai (Mops mops)
- Ratpenat cuallarg de Niangara (Mops niangarae)
- Ratpenat cuallarg de panxa blanca (Mops niveiventer)
- Ratpenat cuallarg de Sulawesi (Mops sarasinorum)
- Ratpenat cuallarg de Trevor (Mops trevori)